# Чёрноярское сельское поселение (Томская область)
Чёрноярское се́льское поселе́ние — муниципальное образование (сельское поселение) в Тегульдетском районе Томской области, Россия. В состав поселения входят 2 населённых пункта. Административный центр сельского поселения — посёлок Чёрный Яр. Образовано Законом Государственной думы Томской области от 9 сентября 2004 года. Население — 436 чел. (по данным на 1 августа 2012 года).

## Населённые пункты и власть
| Населённый пункт | Население (01.01.2012) |
| ---------------- | ---------------------- |
| пос. Чёрный Яр   | 427                    |
| пос. Орловка     | 9                      |

Расстояние между обоими населёнными пунктами составляет 3 км.
Глава сельского поселения и председатель Совета — Анатолий Иванович Попов. Численность Совета — 7 человек.